# 人民党 (ベルギー)
人民党（じんみんとう、仏: Parti populaire、蘭: Personenpartij）は、ベルギーにかつて存在した政党。略称はPP。
主にワロン地域（フランス語圏）を地盤とし、中道右派政党である改革運動の右派を自認していたが、しばしば右翼のポピュリズム政党と見なされていた。